# Olimpiada szachowa 2002
| 35. Olimpiada szachowa Bled 2002 |
|                                  |
| 2000 2004                        |

Olimpiada szachowa 2002 (zarówno w konkurencji kobiet, jak i mężczyzn) rozegrana została w Bledzie w dniach 25 października – 11 listopada 2002 roku.

## 35. olimpiada szachowa mężczyzn
Wyniki końcowe (134 drużyny, system szwajcarski, 14 rund).
| Miejsce | Kraj                 | Punkty |
| ------- | -------------------- | ------ |
| 1       | Rosja                | 38½    |
| 2       | Węgry                | 37½    |
| 3       | Armenia              | 35     |
| 4       | Gruzja               | 34     |
| 5       | Chiny                | 33½    |
| 6       | Holandia             | 33½    |
| 7       | Anglia               | 33½    |
| 8       | Słowacja             | 33     |
| 9       | Izrael               | 33     |
| 10      | Jugosławia           | 33     |
| 11      | Macedonia Północna   | 33     |
| 12      | Szwajcaria           | 33     |
| 13      | Polska               | 32½    |
| 14      | Ukraina              | 32½    |
| 15      | Bośnia i Hercegowina | 32½    |
| 16      | Niemcy               | 32½    |

| Miejsce | Kraj        | Punkty |
| ------- | ----------- | ------ |
| 17      | Białoruś    | 32½    |
| 18      | Czechy      | 32½    |
| 19      | Hiszpania   | 32½    |
| 20      | Uzbekistan  | 32½    |
| 21      | Litwa       | 32     |
| 22      | Islandia    | 32     |
| 23      | Chorwacja   | 31½    |
| 24      | Francja     | 31½    |
| 25      | Grecja      | 31½    |
| 26      | Dania       | 31½    |
| 27      | Bułgaria    | 31½    |
| 28      | Rumunia     | 31     |
| 29      | Indie       | 31     |
| 30      | Azerbejdżan | 31     |
| 31      | Mołdawia    | 31     |
| 32      | Szwecja     | 31     |

| Miejsce | Medaliści + skład reprezentacji Polski                                                                             |
| ------- | --- |
| 1       | Garri Kasparow, Aleksandr Griszczuk, Aleksandr Chalifman, Aleksandr Moroziewicz, Piotr Swidler, Siergiej Rublewski |
| 2       | Péter Lékó, Judit Polgár, Zoltán Almási, Zoltán Gyimesi, Róbert Ruck, Péter Ács                                    |
| 3       | Wladimir Hakopian, Symbat Lyputian, Karen Asrian, Gabriel Sarksjan, Artaszes Minasjan, Aszot Anastasjan            |
|         | Michał Krasenkow, Bartłomiej Macieja, Bartosz Soćko, Kamil Mitoń, Tomasz Markowski, Robert Kempiński               |

## 35. olimpiada szachowa kobiet
Wyniki końcowe (90 drużyn, system szwajcarski, 14 rund).
| Miejsce | Kraj              | Punkty |
| ------- | ----------------- | ------ |
| 1       | Chiny             | 29½    |
| 2       | Rosja             | 29     |
| 3       | Polska            | 28     |
| 4       | Gruzja            | 27½    |
| 5       | Węgry             | 25½    |
| 6       | Ukraina           | 25½    |
| 7       | Jugosławia        | 25½    |
| 8       | Azerbejdżan       | 25½    |
| 9       | Stany Zjednoczone | 25     |
| 10      | Czechy            | 25     |
| 11      | Bułgaria          | 24½    |

| Miejsce | Kraj         | Punkty |
| ------- | ------------ | ------ |
| 12      | Wietnam      | 24½    |
| 13      | Izrael       | 24½    |
| 14      | Rumunia      | 24     |
| 15      | Armenia      | 24     |
| 16      | Niemcy       | 24     |
| 17      | Słowacja     | 24     |
| 18      | Anglia       | 24     |
| 19      | Indie        | 23½    |
| 20      | Holandia     | 23½    |
| 21      | Iran         | 23½    |
| 22      | Turkmenistan | 23½    |

| Miejsce | Medalistki                                                                             |
| ------- | -------------------------------------------------------------------------------------- |
| 1       | Zhu Chen, Xu Yuhua, Wang Pin, Zhao Xue                                                 |
| 2       | Jekatierina Kowalewska, Swietłana Matwiejewa, Aleksandra Kostieniuk, Tatjana Kosincewa |
| 3       | Iweta Radziewicz, Joanna Dworakowska, Monika Soćko, Beata Kądziołka                    |